# Condado de Bayfield
El condado de Bayfield (en inglés: Bayfield County), fundado en 1845, es uno de 72 condados del estado estadounidense de Wisconsin. En el año 2000, el condado tenía una población de 15,013 habitantes y una densidad poblacional de 4 personas por km². La sede del condado es Washburn.

## Geografía
Según la Oficina del Censo, el condado tiene un área total de 5,288 km², de la cual 3,823 km² es tierra y 1,464 km² (27.69%) es agua.

### Condados adyacentes
- Condado de Ashland (este)
- Condado de Sawyer (sur)
- Condado de Washburn (suroeste)
- Condado de Douglas (suroeste)
- Condado de Outagamie (oeste)
- Condado de Lake, Minnesota (norte, con el Lago Superior)

## Demografía
En el censo de 2000, había 15,013 personas, 6,207 hogares y 4,276 familias residiendo en el condado. La densidad poblacional era de 4 personas por km². En el 2000 había 11,640 unidades habitacionales en una densidad de 3 por km². La demografía del condado era de 88.46% blancos, 0.13% afroamericanos, 9.39% amerindios, 0.27% asiáticos, 0.01% isleños del Pacífico, 0.26% de otras razas y 1.49% de dos o más razas. 0.61% de la población era de origen hispano o latino de cualquier raza.

## Localidades

### Ciudades
- Ashland (parcial)
- Bayfield
- Washburn

### Villas
- Mason

### Pueblos
| - Barksdale - Barnes - Bayfield - Bayview - Bell | - Cable - Clover - Delta - Drummond - Eileen | - Grandview - Hughes - Iron River - Kelly - Keystone | - Lincoln - Mason - Namakagon - Orienta - Oulu | - Pilsen - Port Wing - Russell - Tripp - Washburn |

### Áreas no incorporadas
- Benoit
- Cornucopia
- Grand View
- Herbster
- Port Wing
- Red Cliff
- Salmo